# غيولا تيليكي
يولا تالاكي (Gyula Teleki) (15 فبراير 1928 - 11 يونيو 2017) مدرب كرة قدم مجري ولد في 15/2/1928. وقد قاد في حياته الرياضية عدة اندية في بولندا والسودان والكويت وفي بلده المجر. إضافة إلى قيادته للمنتخب الوطني العراقي والمنتخب العسكري العراقي في عام 1973.

## قيادته للمنتخب الوطني العراقي
قدم المدرب يولا تالاكي إلى العراق في بداية عام 1973.. ليكون أول مدرب يشرف على تدريب منتخب العراق في تصفيات كاس العالم التي اشترك فيها العراق لأول مرة في ذلك العام بعد عامين من انضمامه إلى الاتحاد الآسيوي... ! وقد خلف المدرب العراقي السابق عبد الإله محمد حسن الذي قاد الفريق في امم آسيا في تايلند في العام الماضي!
كانت فترة الإعداد للتصفيات التي استضافتها أستراليا ذهابا وايابا قصيرة جدا.. واقتصرت على مباراتين تجريبيتين ضد فريق لاسكوف البلغاري انتهت بفوز العراق 3-1 و2-1... ليختار تالاكي بعد ذلك تشكيلته المؤلفة من (18) لاعبا للتصفيات... والتي ضمت : عبد كاظم-ستار خلف-جلال عبد الرحمن-رحيم كريم-صبيح عبد علي-مجبل فرطوس-قيصر حميد-صاحب خزعل-دوكلص عزيز-رياض نوري-صلاح عبيد-شدراك يوسف-عمو يوسف-عبد الرزاق احمد-صباح حاتم-بشار رشيد-احمد فتحي-علي كاظم!
خاض العراق تصفيات كاس العالم 1974 في أستراليا... ضمن مجموعة ضمت منتخبات نيوزلندا واندونيسيا إضافة إلى أستراليا... وقد اسفرت التصفيات عن خسارة العراق في المباراة الأولى التي جرت ضد أستراليا بنتيجة 1-3 في المباراة التي جرت بعد يوم واحد من وصول المنتخب العراقي اثر رحلة طويلة امتدت من بغداد إلى سنغافورة إلى سدني ! بعد ذلك حقق منتخب العراق الفوز 2-صفر على نيوزيلندا بعد أن أجرى المدرب (6) تغييرات في تشكيلة الفريق.. تعادل بعدها 1-1 مع اندونيسيا... وفي جولة الإياب فاز العراق على نيوزيلندا 4-صفر وعلى اندونيسيا 3-2 وتعادل سلبيا مع أستراليا... التي تصدرت المجموعة بفارق نقطة واحدة عن الفريق العراقي ! ورغم عدم نجاح الفريق العراقي ببلوغ الدور التالي للتصفيات إلا أن النتائج التي خرج بها كانت جيدة قياسا لعمر المشاركة...!

## قيادته للمنتخب العسكري العراقي
قاد تالاكي منتخب العراق العسكري في ثلاث مناسبات: الأولى كانت ضمن تصفيات كاس العالم العسكرية، والتي لعب فيها العراق مباراة واحدة ضد منتخب فرنسا العسكري بتاريخ 9/5/1973 في بغداد وانتهت بفوز العراق 4-2 في الوقت الإضافي بعد أن كان الفرنسيون متقدمين حتى اللحظات الأخيرة 2-1 رغم الأفضلية العراقية!
المناسبة الثانية كانت في نهائيات بطولة العالم العسكرية في الكونغو...والتي جرت في شهر حزيران من العام ذاته..وكانت التشكيلة تضم في أغلبها اللاعبين الذين لعبوا في تصفيات كاس العالم... عدا استبعاد جلال عبد الرحمن وعلي كاظم وأحمد فتحي وصبيح عبد علي.. والذين حل محلهم عبد الرزاق دخيل وقصي قاسم وهادي أحمد ورياض نجيب إضافة إلى حازم جسام الذي منعته الإصابة من المشاركة مع المنتخب في أستراليا ! قدم المنتخب العراقي إمكانات جيدة قياسا بمستوى البطولة والأجواء الأفريقية التي لم يعتد عليها اللاعبون العراقيون.. حيث حققوا الفوز 2-1 على ساحل العاج والكونغو و1-صفر على الكويت في مباريات تالق فيها الراحل بشار رشيد واحرز هدفا في كل مباراة... لكن الفريق العراقي خسر أمام الفريق الإيطالي 0-1 ليحتل المركز الثاني ويفقد اللقب الذي أحرزه قبل عام في بغداد!
المناسبة الثالثة والأخيرة كانت ضمن بطولة بغداد الرباعية الودية العسكرية في شهر تموز يوليو... والتي مثل العراق فيها اللاعبون : ستار خلف-جلال عبد الرحمن-مجبل فرطوس-رحيم كريم-صاحب خزعل -قصي قاسم-رياض نوري- صباح حاتم-عمو يوسف- رزاق أحمد -صلاح عبيد -هادي أحمد... في تلك البطولة تعادل العراق سلبيا مع نظيره الجيكي العسكري.... ثم تغلب على سيكا اوديسا الروسي 3-1 وعلى شليفن البلغاري 5-2... ليتوج بلقب البطولة... وقد كانت مباراة العراق مع شليفن التي جرت بتاريخ 21/7/1973 هي آخر مباراة يشرف عليها تالاكي في البلاد

## ملخص الفترة التدريبية للمدرب تالاكي
يولا تالاكي هو أول وآخر مدرب مجري يدرب في العراق.. وأول مدرب يقود منتخب العراق في كاس العالم.. انتهج المدرب تالاكي أسلوب اللعب التقليدي في ذلك الوقت 4-2-4... وقد كان أبرز تغيير أحدثه في الفريق العراقي هو استدعاؤه للاعب الاليات بشار رشيد الذي احرز هدف العراق الأول في المرمى النيوزلندي في أول مباراة يفوز فيها العراق في التصفيات المونديالية.... كذلك منحه شارة القيادة للاعب عبد كاظم وقد قاد المنتخبين الوطني والعسكري بما مجموعة (16) مباراة... أسفرت عن فوز العراق في (11) منها... وتعادله في (3).. وخسارته مباراتين.

## روابط خارجية
- غيولا تيليكي على موقع قاعدة بيانات كرة القدم.إي يو (الإنجليزية)
- غيولا تيليكي على موقع ناشيونال فوتبول تيمز (الإنجليزية)